# Repubblica Democratica dell'Afghanistan
La Repubblica Democratica dell'Afghanistan (Dari: جمهوری دمکراتی افغانستان, Jumhūri-ye Dimukrātī-ye Afġānistān; Pashtu: دافغانستان دمکراتی جمهوریت, Dǝ Afġānistān Dimukratī Jumhūriyat), ribattezzata Repubblica dell'Afghanistan (Dari: جمهوری افغانستان, Jumhūrī-ye Afġānistān; Pashtu: د افغانستان جمهوریت; Dǝ Afġānistān Jumhūriyat) nel 1987, fu uno Stato socialista esistito dal 1978 al 1992 e governato dal Partito Democratico Popolare dell'Afghanistan (PDPA).
Il PDPA salì al potere con la Rivoluzione di Saur, che rovesciò il governo di Mohammed Daud Khan. A Daud successe Nur Mohammad Taraki come capo di Stato e di governo il 30 aprile 1978. Taraki e Hafizullah Amin, l'organizzatore della Rivoluzione Saur, introdussero diverse innovazioni come la riforma della terra e del matrimonio, l'istruzione universale e la parità di diritti per le donne. Poco dopo aver preso il potere, iniziò una lotta di potere tra la fazione khalq guidata da Taraki e Amin e la fazione parcham guidata da Babrak Karmal. I khalqisti vinsero e i parchamiti furono epurati dal partito. I leader Parcham più importanti furono esiliati nel blocco orientale e in Unione Sovietica.
Dopo il conflitto khalq-parcham, iniziò una lotta di potere all'interno della fazione khalq tra Taraki e Amin. Amin vinse e Taraki fu ucciso per suo ordine. Il suo governo si dimostrò impopolare all'interno del Paese e in Unione Sovietica. I nemici di Amin nel governo afghano convinsero l'URSS ad intervenire e il 25 dicembre 1979 l'Armata Sovietica invase l'Afghanistan. Il 27 dicembre, le forze sovietiche assaltarono il palazzo presidenziale e assassinarono Amin. I sovietici quindi installarono Karmal al posto di Amin come nuovo leader dell'Afghanistan. L'era Karmal, durata dal 1979 al 1986, è meglio conosciuta per lo sforzo bellico sovietico in Afghanistan contro i ribelli mujaheddin. La guerra provocò un gran numero di vittime civili, oltre a milioni di rifugiati in Pakistan e Iran. I Principi Fondamentali, ovvero la costituzione, furono introdotti dal governo nell'aprile 1980 e diversi membri non appartenenti al PDPA furono ammessi al governo come parte dell'ampliamento della propria base di supporto. Le politiche di Karmal non riuscirono a portare la pace nel Paese devastato dalla guerra e nel 1986 gli successe come segretario generale del PDPA Mohammad Najibullah.
Najibullah perseguì una politica di riconciliazione nazionale con l'opposizione: nel 1987 fu introdotta una nuova costituzione afgana e nel 1988 si tennero elezioni democratiche (boicottate dai mujaheddin). Dopo il ritiro sovietico dall'Afghanistan nel 1988-1989, il governo dovette affrontare una crescente resistenza. Il 1990 si rivelò un anno di cambiamento nella politica afghana: fu introdotta una nuova costituzione, che stabiliva l'Afghanistan come una repubblica islamica, e il PDPA fu trasformato nel Partito Watan. Sul fronte militare, il governo si dimostrò capace di sconfiggere l'opposizione armata in battaglia aperta, come nella battaglia di Jalalabad. Tuttavia, con un'opposizione armata aggressiva, difficoltà interne come un fallito tentativo di colpo di Stato da parte della fazione Khalq nel 1990 e la dissoluzione dell'Unione Sovietica nel 1991, il governo di Najibullah cadde nell'aprile 1992.
Geograficamente, la RDA confinava a sud e a est con il Pakistan, a ovest con l'Iran, a nord con l'Unione Sovietica (attraverso le RSS Turkmena, Uzbeka e Tagika) e a nord-est con la Cina coprendo 652 000 km² del suo territorio.
È stato politicamente, ideologicamente e militarmente vicino all'Unione Sovietica.

## Storia

### Rivoluzione di Saur

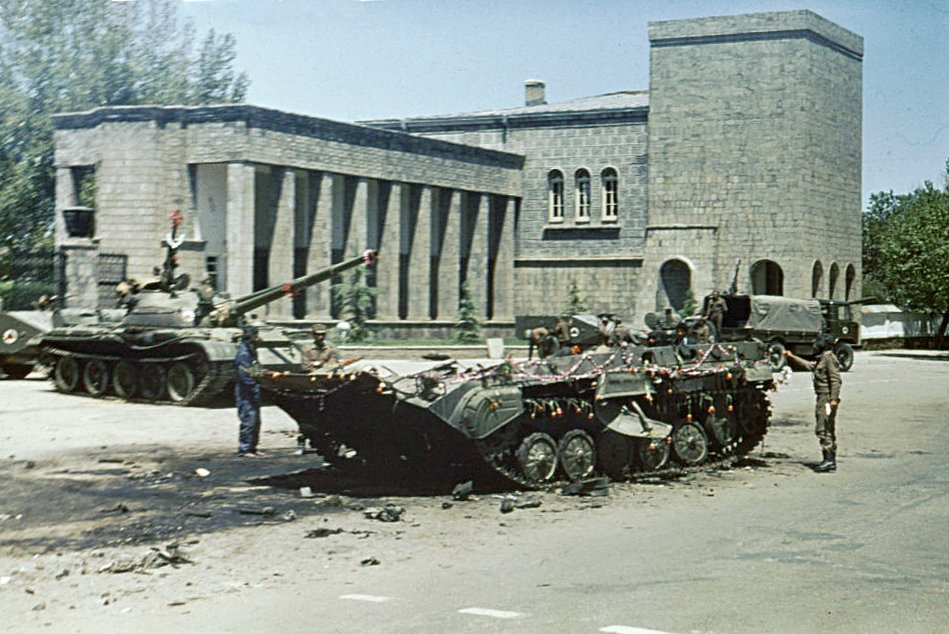
Un BMP-1 distrutto a Kabul il giorno dopo la rivoluzione di Saur.

Il 27 aprile 1978, il presidente della Repubblica dell'Afghanistan Mohammed Daud Khan fu rimosso dal potere con la Rivoluzione di Saur in seguito alla morte di Mir Akbar Khyber, un politico parchamita del PDPA morto sotto circostanze misteriose. Hafizullah Amin, membro della fazione Khalq, fu il principale artefice della rivoluzione.
Il consiglio rivoluzionario guidato dal PDPA prese il potere e instaurò la Repubblica Democratica dell'Afghanistan.

### Governo di Taraki
Il primo governo fu formato il 1 maggio 1978. Nur Mohammad Taraki, il leader dei khalqisti, fu eletto presidente del Presidium del Consiglio Rivoluzionario, presidente del Consiglio dei Ministri e mantenne la carica di Segretario Generale del Comitato Centrale del PDPA. Al di sotto di lui vi era Babrak Karmal, il leader della fazione Parcham, come vicepresidente del Consiglio rivoluzionario e vicepresidente del Consiglio dei ministri, Amin come vicepresidente del Consiglio dei ministri e ministro degli affari esteri e Mohammad Aslam Watanjar come vicepresidente del Consiglio dei ministri. La nomina di Karmal, Amin e Watanjar a vicepresidenti del Consiglio dei ministri si rivelò instabile e portò alla creazione di tre diversi governi all'interno di quello ufficiale: la fazione Khalq rispondeva a Amin, i parchamiti a Karmal e gli ufficiali militari a Watanjar.
Il 9 maggio 1978 fu annunciato il programma di governo che prevedeva radicali riforme socio-economiche come l'attuazione della riforma agraria nell'interesse e con la partecipazione dei contadini, la proclamazione della parità di diritti per le donne, il rafforzamento del settore pubblico nell'economia nazionale, l'innalzamento del tenore di vita della popolazione, l'eliminazione dell'analfabetismo e della disoccupazione, il controllo dei prezzi, la "rimozione dell'influenza dell'imperialismo e del neocolonialismo" in campo economico, politico, culturale e ideologico.
Il primo conflitto interno tra le due fazioni Khalq e Parcham sorse quando i khalqisti vollero far entrare nel Comitato Centrale del PDPA gli ufficiali militari che avevano partecipato alla Rivoluzione di Saur. Amin, che in precedenza si era opposto alla nomina di ufficiali militari alla leadership del PDPA, cambiò la sua posizione e appoggiò il loro ingresso. Il Politburo del PDPA votò a favore dell'adesione degli ufficiali militari; i khalqisti ritraevano i parchamiti come opportunisti accusandoli di aver cavalcato l'ondata rivoluzionaria senza effettivamente parteciparvi. Secondo Taraki, il termine "Parcham" era sinonimo di faziosità. Il 27 giugno, tre mesi dopo la rivoluzione, Amin riuscì a superare in astuzia i parchamiti in una riunione del Comitato Centrale. Si decise che i khalqisti avevano il diritto esclusivo di formulare e decidere la politica, lasciando i parchamiti impotenti, e Karmal fu inviato come ambasciatore a Praga, in Cecoslovacchia. Più tardi, la leadership khalqista scoprì un colpo di Stato pianificato dai parchamiti e guidato da Karmal e iniziò la rapida reazione dei parchamiti. Gli ambasciatori parchamiti furono richiamati, ma pochi tornarono: Karmal e Mohammad Najibullah rimasero rispettivamente in Cecoslovacchia e Iran.
Durante il governo di Taraki fu introdotta un'impopolare riforma agraria che portò alla requisizione della terra da parte del governo senza compenso; furono interrotte le linee di credito e si verificarono alcuni boicottaggi da parte degli acquirenti di colture dei beneficiari della riforma, portando i raccolti agricoli a precipitare e aumentando il malcontento tra gli Afghani. L'attesa riforma agraria spinse i capi tribali e religiosi contro il governo. Gli appezzamenti migliori venivano ricevuti dai parenti dei funzionari e spesso i poveri non sapevano cosa fare della terra. Di conseguenza, le condizioni dei contadini peggiorarono e loro non divennero il pilastro del nuovo governo, con membri per lo più reclutati tra i militari e l'intelligencija, che si staccò dalle sue radici e venne addestrato da specialisti sovietici. Ignorare la struttura tribale portò all'alienazione del potere rivoluzionario dalle larghe masse della popolazione. Quando Taraki si rese conto del grado di insoddisfazione popolare per la riforma, iniziò a ridimensionare la politica. Nei mesi successivi al tentato colpo di Stato, Taraki e altri leader del partito avviarono politiche che sfidarono sia i valori tradizionali afghani sia le strutture di potere tradizionali ben consolidate nelle aree rurali. Taraki introdusse le donne alla vita politica e pose fine al matrimonio forzato.
In politica estera, la posizione dichiaratamente filo-sovietica dei leader della RDA portò l'isolamento da parte degli oppositori geopolitici dell'URSS come Stati Uniti, Cina e Iran.

#### Crisi e rivolta di Herat
Nonostante Hafizullah Amin e Nur Muhammad Taraki fossero stati molto vicini, i loro rapporti si deteriorarono presto. Amin, che aveva contribuito a creare un culto della personalità incentrato su Taraki, divenne presto disgustato dalla forma che prese e da Taraki, che aveva iniziato a credere nella propria genialità. Taraki iniziò a respingere i suggerimenti di Amin, alimentando in Amin un profondo senso di risentimento. Mentre la loro relazione diventava sempre più aspra, tra loro si sviluppò una lotta di potere per il controllo dell'esercito afghano.
A partire da maggio 1978 incominciarono a verificarsi nel Nurestan e in gran parte dell'Afghanistan delle rivolte spontanee contro la RDA e le sue politiche. Il 15 marzo 1979 scoppiò a Herat una rivolta guidata dai Mullā contro il governo socialista e le sue riforme. All'ammutinamento presero parte soldati afgani della 17ª divisione di fanteria che avrebbe dovuto sedare la rivolta. Durante la rivolta morirono tre specialisti sovietici e carri armati e aerei Il-28 furono usati contro i ribelli. Una volta sedata la sanguinosa rivolta di Herat, il Consiglio rivoluzionario e il Politburo del PDPA istituirono il Consiglio superiore di difesa della patria, con Taraki presidente e Amin vice. Il 21 marzo fu scoperta una cospirazione nella guarnigione di Jalalabad. Più di 230 soldati e ufficiali furono arrestati con l'accusa di attività antigovernative.
Il 5 dicembre 1978, Taraki firmò a Mosca il "Trattato di amicizia, di buon vicinato e di cooperazione" tra l'Afghanistan e l'Unione Sovietica di durata ventennale. Aumentò quindi la cooperazione economica, tecnologica e scientifica, e venne intensificato lo scambio culturale tra i due Paesi. L'articolo 4 stabilì in particolare che l'Afghanistan e l'URSS avrebbero dovuto consultarsi ed eventualmente prendere misure per salvaguardare l'integrità, l'indipendenza e la sicurezza delle parti contraenti. L'URSS si impegnava inoltre a rispettare la scelta dell'Afghanistan di mantenere la propria presenza nel Movimento dei paesi non allineati, nel quale era entrato nel 1961 durante il periodo monarchico.

### Governo di Hafizullah Amin
Watanjar, Sayed Mohammad Gulabzoy, Sherjan Mazdoryar e Assadullah Sarwari cercarono di uccidere Amin, spingendolo a cospirare contro Taraki. Quando Taraki tornò da un viaggio all'Avana per il VI vertice del Movimento dei paesi non allineati, Amin lo estromise e ordinò di soffocarlo. Il 14 settembre 1979, Amin divenne il secondo presidente della Repubblica Democratica dell'Afghanistan.
Amin fece le seguenti riforme in campo sociale:
- ateismo di stato
- obbligo per gli uomini di tagliarsi la barba
- divieto per le donne di indossare il burqa
- regolazione dell'afflusso alle moschee
- divieto di matrimoni forzati e limite di età per il matrimonio

ed economico:
- riforma agraria di ridistribuzione delle terre per passare da un sistema feudale ad uno socialista
- industrializzazione
- commercio con l'Unione Sovietica
- introduzione di scuola e sanità pubblica sia per i maschi che per le femmine

Amin non piaceva al popolo afghano: l'opposizione aumentò e il governo perse il controllo delle campagne. Lo stato dell'esercito afghano si deteriorò sotto Amin; a causa delle diserzioni, il numero dei militari nell'esercito afghano è diminuito da 100000 unità, nell'immediato periodo successivo alla rivoluzione dei Saur, a una cifra compresa tra 50000 e 70000. Nel frattempo, il KGB sovietico era penetrato nel PDPA, nell'esercito e nella burocrazia governativa. Mentre la sua posizione in Afghanistan diventava di giorno in giorno più pericolosa, i suoi nemici esiliati nell'URSS e nel blocco orientale incitavano alla sua rimozione. Babrak Karmal, il leader parchamita, incontrò diverse figure di spicco del blocco orientale durante questo periodo, e Watanjar, Gulabzoy e Sarwari volevano vendicarsi contro Amin.

#### Primo intervento sovietico
In Unione Sovietica, la Commissione speciale del Politburo del PCUS sull'Afghanistan, composta da Jurij Andropov, Andrej Gromyko, Dmitrij Ustinov e Boris Ponomarëv, voleva porre fine all'impressione che il governo sovietico sostenesse la leadership e le politiche di Amin. Andropov combatté duramente per l'intervento sovietico, dicendo al segretario generale Leonid Brežnev che le politiche di Amin avevano distrutto l'esercito afgano e la capacità del governo locale di gestire la crisi mediante l'uso della repressione di massa. Il piano, secondo Andropov, era quello di accumulare una piccola forza per intervenire e rimuovere Amin dal potere e sostituirlo con Karmal.
Amin rimase fiducioso dell'Unione Sovietica fino alla fine, nonostante il deterioramento delle relazioni ufficiali con l'URSS. Quando il servizio di intelligence afghano ha consegnato ad Amin un rapporto secondo cui i Sovietici avrebbero invaso il Paese e lo avrebbe rovesciato, Amin affermò che il rapporto era un prodotto dell'imperialismo. Contrariamente alle normali credenze occidentali, Amin fu informato ufficialmente della decisione sovietica di inviare truppe in Afghanistan.
Il 12 dicembre 1979, l'URSS dichiarò il suo piano per intervenire in Afghanistan e la leadership sovietica avviò l'Operazione Štorm 333 il 27 dicembre 1979. Amin fu ucciso dalle forze sovietiche durante l'operazione il 27 dicembre 1979. La stampa sovietica iniziò a definire Amin come un agente controrivoluzionario della CIA statunitense che aveva usurpato il potere facendo uccidere Taraki ed aveva instaurato un regime di terrore. Aumentò inoltre la presenza militare sovietica nel territorio afgano con un ponte aereo.

### Governo di Karmal
Karmal salì al potere subito dopo l'assassinio di Amin. Il 27 dicembre Radio Kabul trasmise il discorso preregistrato di Karmal dove affermava che "la macchina di tortura di Amin è stata distrutta" assieme ai suoi complici, "i primitivi carnefici, usurpatori e assassini di decine di migliaia di nostri connazionali". Il 1º gennaio Brežnev e il premier Aleksej Kosygin si congratularono con Karmal per la sua futura elezione a leader.
Karmal promise la fine delle esecuzioni, la creazione di istituzioni democratiche, l'indizione di libere elezioni, una costituzione, la legalizzazione di partiti diversi dal PDPA e il rispetto della proprietà individuale e personale. I prigionieri incarcerati sotto i due precedenti governi sarebbero stati liberati con un'amnistia generale. Promise anche promesso che sarebbe stato istituito un governo di coalizione non socialista. Allo stesso tempo, disse al popolo afghano di aver negoziato con l'Unione Sovietica per ricevere assistenza economica, militare e politica. Tuttavia, la maggior parte degli afghani diffidava del governo.

#### Invasione sovietica
Quando la soluzione politica fallì, il governo afghano e l'esercito sovietico decisero di risolvere il conflitto militarmente. Secondo l'URSS, la nuova leadership afghana chiese aiuto per respingere l'aggressione imperialista esterna e le forze controrivoluzionarie. In un'intervista alla Pravda del 13 gennaio 1981, Leonid Il'ič Brežnev affermò che l'Afghanistan era sotto attacco da parte di miliziani addestrati all'estero e che rischiava di essere una testa di ponte dell'Occidente contro l'Unione Sovietica, perciò il Comitato centrale aveva deciso di inviare truppe per aiutare l'Afghanistan a fronteggiare i controrivoluzionari per tutta la durata richiesta dal governo locale.
Nel gennaio 1981, Karmal raddoppiò gli stipendi del personale militare, emanò diverse promozioni e furono decorati un generale e tredici colonnelli. L'età della leva fu abbassata, la durata obbligatoria del servizio militare fu estesa e l'età per i riservisti fu aumentata a trentacinque anni.
A giugno, Sarwari perse il suo seggio nel Politburo del PDPA e al suo posto furono nominati Watanjar, all'epoca ministro delle Comunicazioni, il maggiore generale Mohammad Rafi, il ministro della Difesa e presidente dell'agenzia d'intelligence statale KHAD Mohammad Najibullah. Queste misure furono introdotte a causa del crollo dell'esercito: prima dell'invasione sovietica l'esercito afgano poteva schierare 100.000 uomini, e dopo l'invasione solo 25.000. La diserzione fu massiccia e le campagne di reclutamento dei giovani spesso li portavano a fuggire verso l'opposizione. Per organizzare al meglio le forze armate, furono istituite sette zone militari ciascuna con il proprio Consiglio di Difesa. Il Consiglio di Difesa fu istituito a livello nazionale, provinciale e distrettuale per delegare i poteri al PDPA locale. Si stima che il governo democratico afghano abbia speso fino al 40% delle entrate per la difesa.
Nel marzo 1982, la Conferenza nazionale del PDPA condannò il corso dello "sviluppo rivoluzionario accelerato del Paese", riconobbe la necessità di tenere conto delle tradizioni socio-culturali ed economiche esistenti nell'attuazione delle politiche interne; propose di migliorare il lavoro esplicativo e di coinvolgere più attivamente la popolazione nelle attività pubbliche e politiche e nell'attuazione dei programmi governativi.

### Governo di Najibullah

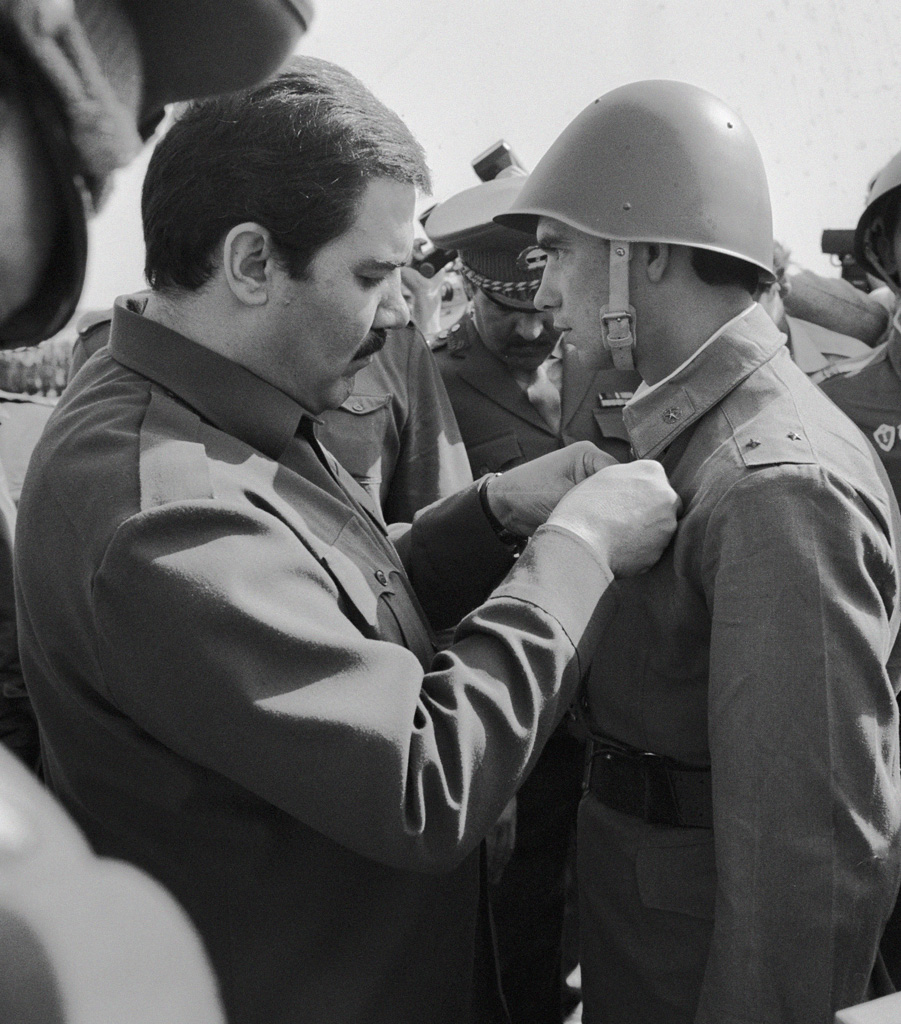
Najibullah decora un soldato sovietico.

Karmal fu costretto a dimettersi dal suo incarico di Segretario generale del PDPA nel maggio 1985, a causa della crescente pressione della leadership sovietica, e gli succedette l'ex ministro della sicurezza di Stato Mohammad Najibullah. Karmal continuò ad avere influenza nelle alte sfere del partito e del governo fino a quando non fu costretto a dimettersi dal suo incarico di presidente del Consiglio rivoluzionario nel novembre 1986. Haji Mohammad Chamkani, esterno al PDPA, divenne il nuovo presidente.
Nel settembre 1986 Najbullah ordinò la creazione della Commissione per il compromesso nazionale con lo scopo di contattare i controrivoluzionari "per completare la Rivoluzione Saur nella sua nuova fase". Si stima che circa 40.000 ribelli siano stati contattati dal governo. Alla fine del 1986, Najibullah chiese un cessate il fuoco di sei mesi e i colloqui tra le varie forze di opposizione, come parte della sua politica di riconciliazione nazionale. Le discussioni, se fruttuose, avrebbero portato alla costituzione di un governo di coalizione e avrebbero posto fine al monopolio del potere del PDPA. Il programma fallì, ma il governo riuscì a reclutare combattenti mujaheddin disillusi come milizie governative. La riconciliazione nazionale portò un numero crescente di abitanti delle città a sostenere il suo governo e alla stabilizzazione delle forze di difesa afghane.
Nonostante Najibullah fosse de jure il leader dell'Afghanistan, i consiglieri sovietici continuarono a svolgere un ruolo importante nel governo del Paese. Il Segretario generale del Partito Comunista dell'Unione Sovietica Michail Gorbačëv affermò che avevano "legato mani e piedi a Najibullah". L'ambasciatore sovietico in Afghanistan Fikrjat Tabeev fu accusato da Gorbačëv di agire come un governatore generale e fu richiamato in patria nel luglio 1986. Nonostante la volontà di Gorbačëv di ridurre l'influenza sovietica nelle questioni interne afghane, affermò in una riunione del politburo:

#### Ritiro sovietico

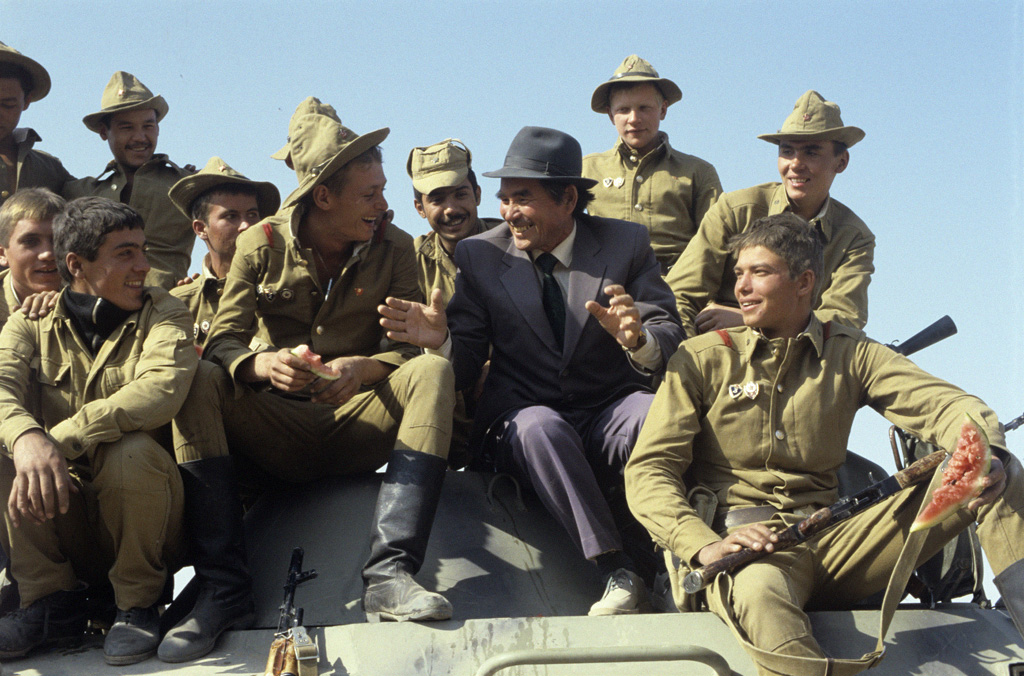
Soldati sovietici di ritorno dall'Afghanistan, 20 ottobre 1986, Kushka, RSS Turkmena.

Nel luglio 1986 sei reggimenti sovietici, fino a 15.000 soldati, furono ritirati dall'Afghanistan. Lo scopo di questo ritiro anticipato era, secondo Gorbačëv, quello di mostrare al mondo che la leadership sovietica era seriamente intenzionata a lasciare l'Afghanistan. I sovietici dissero al governo degli Stati Uniti che stavano progettando di ritirarsi, ma il governo statunitense non ci credeva. Quando Gorbačëv incontrò il presidente Ronald Reagan durante la sua visita negli Stati Uniti, Reagan chiese ingenuamente lo scioglimento dell'esercito afghano. Najibullah era contrario a un ritiro sovietico perché l'esercito afghano era sull'orlo dello scioglimento e pensava che il suo unico mezzo di sopravvivenza fosse il mantenimento della presenza sovietica.
Il 14 aprile 1988 i governi di Afghanistan e Pakistan (sostenitore dei mujaheddin insieme agli USA) firmarono gli Accordi di Ginevra del 1988 con l'Unione Sovietica e gli Stati Uniti come garanti; il trattato affermava specificamente che l'esercito sovietico avrebbe dovuto ritirarsi dall'Afghanistan entro il 15 febbraio 1989. Durante una riunione del Politburo, Eduard Shevardnadze disse che l'URSS avrebbe lasciato il Paese "in una situazione deplorevole" e parlò ulteriormente del collasso economico e della necessità di rimanervi con almeno da 10-15 mila soldati. Il presidente del KGB Vladimir Krjučkov fu favorevole a tale posizione che, se attuata, avrebbe violato gli accordi appena firmati. Alcune truppe sovietiche rimasero dopo il ritiro, come i paracadutisti che proteggevano il personale dell'ambasciata sovietica, i consiglieri militari e le forze speciali e le truppe di ricognizione che operavano ancora nelle province periferiche, specialmente lungo il confine afgano-sovietico.

### Caduta
Il 1990 si rivelò un anno di cambiamento nella politica afghana: fu introdotta una nuova costituzione, che stabiliva l'Afghanistan come una repubblica islamica, e il PDPA fu trasformato nel Partito Watan. Inoltre, la fazione Khalq tentò un fallito colpo di Stato. Sul fronte militare, il governo si dimostrò capace di sconfiggere l'opposizione armata in battaglia aperta, come nella battaglia di Jalalabad. Tuttavia, con un'opposizione armata aggressiva, difficoltà interne come un fallito tentativo di colpo di Stato da parte della fazione Khalq nel 1990 e la dissoluzione dell'Unione Sovietica nel 1991, il governo di Najibullah cadde nell'aprile 1992.
Il Pakistan continuò a sostenere i mujaheddin afghani in violazione degli accordi di Ginevra. All'inizio la maggior parte degli osservatori si aspettava che il governo di Najibullah sarebbe crollato immediatamente e sarebbe stato sostituito da un governo fondamentalista islamico. La Central Intelligence Agency dichiarò in un rapporto che il nuovo governo sarebbe stato ambivalente o ostile nei confronti degli Stati Uniti. Quasi subito dopo il ritiro sovietico, si combatté la battaglia di Jalalabad tra le forze governative afghane e i mujaheddin; le forze governative respinsero l'attacco e vinsero la battaglia. Questa tendenza non sarebbe continuata e nell'estate del 1990 le forze governative afghane erano di nuovo sulla difensiva. All'inizio del 1991, il governo controllava solo il 10% dell'Afghanistan, l'assedio di Khost, durato undici anni, si era concluso con una vittoria dei mujaheddin e il morale delle forze armate afghane era definitivamente crollato. Inoltre, la crisi dell'URSS portò a una riduzione degli aiuti economici al governo di Najibullah.
Nel marzo 1992, Najibullah offrì le dimissioni immediate del suo governo e, in seguito a un accordo con le Nazioni Unite (ONU), fu istituito un nuovo governo ad interim. A metà aprile Najibullah accettò un piano delle Nazioni Unite che prevedeva il passaggio del potere a un consiglio di sette persone. Pochi giorni dopo, il 14 aprile, Najibullah fu costretto a dimettersi per ordine del Partito Watan, a causa della perdita della base aerea di Bagram e della città di Charikar. Abdul Rahim Hatif divenne capo di Stato ad interim dopo le dimissioni di Najibullah. Poco prima della caduta di Kabul, Najibullah si appellò alle Nazioni Unite per ottenere l'amnistia, che gli fu concessa. Ma Najibullah fu ostacolato da Abdul Rashid Dostum nella fuga e cercò rifugio nella sede locale delle Nazioni Unite a Kabul.
Il 16 aprile 1992, dopo il tentativo di fuga e di destituzione del presidente Najibullah, il potere in Afghanistan passò al Consiglio militare guidato da Nabi Azimi che due giorni dopo nominò presidente Abdul Rahim Hatif. Il 28 aprile, i mujaheddin entrarono a Kabul e Hatif cedette loro il potere, segnando la fine della Repubblica dell'Afghanistan e la proclamazione dello Stato Islamico dell'Afghanistan.

## Politica
Il Partito Democratico del Popolo dell'Afghanistan descriveva la rivoluzione di Saur come una rivoluzione democratica, "una vittoria dell'onorevole popolo lavoratore dell'Afghanistan" e la "manifestazione della reale volontà e degli interessi degli operai, dei contadini e dei lavoratori". Se da un lato si proclamava l'idea di portare l'Afghanistan verso il socialismo, dall'altro il completamento del compito era visto come un percorso arduo. Di conseguenza, il ministro degli esteri afghano affermò che l'Afghanistan era una repubblica democratica ma non ancora socialista, mentre un membro del Politburo del PDPA prevedeva che "l'Afghanistan non vedrà il socialismo nel corso della mia vita" in un'intervista rilasciata a un giornalista britannico nel 1981.
L'Afghanistan era considerato dall'Unione Sovietica uno Stato di orientamento socialista. A metà del 1979, i Sovietici proclamarono inizialmente l'Afghanistan non solo come un alleato progressista, ma come un membro a pieno titolo della comunità socialista delle nazioni. Al contrario, la retorica sovietica successiva si riferiva invariabilmente alla Rivoluzione di Saur come a una svolta democratica, ma non riconosceva la creazione di una società socialista.

### Costituzione
Sotto Hafizullah Amin fu istituita una commissione per la stesura di una nuova costituzione. I membri di questa commissione erano 65 e provenivano da tutti i ceti sociali. A causa della sua morte, la costituzione non fu mai completata. Nell'aprile del 1980, sotto Babrak Karmal, furono promulgati i Principi fondamentali della Repubblica Democratica dell'Afghanistan. La costituzione era priva di qualsiasi riferimento al socialismo o al comunismo e poneva invece l'accento sull'indipendenza, sull'Islam e sulla democrazia liberale. La religione doveva essere rispettata tranne in caso di minaccia alla sicurezza della società. I Principi fondamentali erano per molti versi simili alla Costituzione di Mohammad Daoud Khan del 1977. Sebbene l'ideologia ufficiale sia stata ridimensionata, il PDPA non perse il monopolio del potere e il Consiglio Rivoluzionario continuò ad essere governato attraverso il suo Presidium; la cui maggioranza dei membri proveniva dal Politburo del PDPA. Il governo Karmal fu "una nuova fase evolutiva della grande Rivoluzione di Saur".
Nel 1985 venne ripristinata la loya jirga che votò la nuova costituzione, entrata in vigore nel 1987 senza il sostegno dei partiti di opposizione. Nella nuova costituzione furono incorporati i principi islamici: ad esempio, l'articolo 2 affermava che l'Islam era la religione di Stato e l'articolo 73 stabiliva che il capo di Stato doveva nascere da una famiglia afghana musulmana.
La Costituzione del 1987 liberalizzò il panorama politico nelle aree sotto il controllo del governo. Potevano essere fondati nuovi partiti politici purché si opponessero al colonialismo, all'imperialismo, al neocolonialismo, al sionismo, al razzismo, all'apartheid e al fascismo. Il Consiglio rivoluzionario fu abolito e sostituito dall'Assemblea nazionale afghana, un parlamento democraticamente eletto. Il governo annunciò la sua disponibilità a condividere il potere e a formare un governo di coalizione. Il nuovo Parlamento era bicamerale e consisteva in un Senato (Sena) e in una Camera dei rappresentanti (Wolesi Jirga). Il presidente doveva essere eletto indirettamente per un mandato di 7 anni. Nel 1988 si sono tenute le elezioni parlamentari. Il PDPA ottenne 46 seggi alla Camera dei Rappresentanti e controllò il governo con il sostegno del Fronte Nazionale, che ottenne 45 seggi, e di vari nuovi partiti di sinistra che avevano ottenuto un totale di 24 seggi. Sebbene le elezioni fossero state boicottate dai mujaheddin, il governo lasciò vacanti 50 dei 234 seggi della Camera dei Rappresentanti e un piccolo numero di seggi del Senato, nella speranza che i guerriglieri cessassero la lotta armata e partecipassero al governo. L'unico partito di opposizione armata a fare pace con il governo è stato Hezbollah, un piccolo partito sciita.
Nel 1990, la costituzione del 1987 è stata emendata per affermare che l'Afghanistan era una repubblica islamica e gli ultimi riferimenti al comunismo furono rimossi. L'articolo 1 della costituzione emendata affermava che l'Afghanistan era uno "Stato indipendente, unitario e islamico".

### Consiglio rivoluzionario
Il Consiglio rivoluzionario (pashtu: د انقلابي شورا) governò la Repubblica Democratica dell'Afghanistan dal 1978 al 1992 ed era l'organo statale supremo che si riuniva ogni 6 mesi per approvare le decisioni del suo presidium.

### Consiglio dei ministri
Il Consiglio dei ministri era l'organo esecutivo e il suo presidente era il capo del governo. Era l'organo di governo più importante dell'Afghanistan del PDPA e gestiva i ministeri governativi. Era responsabile nei confronti del Presidium del Consiglio rivoluzionario e, dopo l'adozione della Costituzione del 1987, nei confronti del Presidente e della Camera dei rappresentanti. Il PDPA nominava e decideva la composizione del Consiglio dei ministri. Sotto Karmal, i khalqisti furono epurati e sostituiti dalla maggioranza Parcham nel Consiglio dei Ministri. Dei 24 membri del Consiglio dei Ministri sotto la presidenza di Karmal, solo quattro erano khalqisti.

### Partito Democratico Popolare dell'Afghanistan

Il simbolo del PDPA

Il Partito Democratico Popolare dell'Afghanistan fu fondato il 1º gennaio 1965 a Kabul ed ebbe come primo segretario del Comitato centrale Nur Mohammed Taraki e Babrak Karmal come segretario del Comitato centrale. La costituzione del PDPA regolava tutte le attività del partito e si rifaceva al modello leninista e al centralismo democratico. Il marxismo-leninismo era l'ideologia ufficiale del partito. Il Comitato centrale governava l'Afghanistan eleggendo i membri del Consiglio rivoluzionario, del Segretariato e del Politburo, gli organi decisionali chiave dello Stato e del partito. Dopo l'intervento sovietico, i poteri del PDPA diminuirono e i consiglieri sovietici ebbero una maggiore influenza.
Nella storia del partito si sono tenuti solo due congressi: quello di fondazione nel 1965 e il secondo congresso nel giugno 1990, che trasformò il PDPA nel Partito Watan e cercò di rivitalizzare il partito. Alla politica di riconciliazione nazionale fu attribuito un ruolo ideologico importante, poiché il partito ora cercava una soluzione pacifica al conflitto. La lotta di classe era ancora enfatizzata. Il partito decise inoltre di sostenere e sviluppare ulteriormente l'economia di mercato in Afghanistan. Nel partito erano presenti due fazioni:
- La fazione Khalq era la più attiva e rivoluzionaria, credeva in una forma di marxismo-leninismo più pura.[86] Dopo l'intervento sovietico, la leadership Khalq di Taraki e Amin era stata quasi del tutto allontanata. Tuttavia, diversi funzionari di basso e medio livello erano ancora presenti nel PDPA e costituivano ancora una maggioranza all'interno delle forze armate; la fazione Khalq era ancora riuscita a creare un senso di coesione. Pur continuando a credere nel marxismo-leninismo, molti di loro erano fortemente contrari all'intervento sovietico e alle politiche filoparchamite dei sovietici.[87] In un discorso, Taraki dichiarò: "Difenderemo la nostra politica di non allineamento e la nostra indipendenza con tutto il valore. Non cederemo nemmeno un centimetro di terra a nessuno e non ci faremo dettare la nostra politica estera [né] accetteremo gli ordini di nessuno a questo proposito".[88]
- La fazione Parcham era la più moderata ed era fermamente filo-sovietica. Prima della Rivoluzione di Saur, la fazione Parcham era stata la favorita dai sovietici.[89] Dopo la presa del potere da parte dei Parchamiti con l'assistenza sovietica, la disciplina interna del partito si stava rompendo a causa della faida tra le due fazioni. Dopo che il governo del PDPA aveva ordinato la sostituzione di sette ufficiali khalqisti con dei parchamiti, i sette ufficiali rimandarono indietro i sostituti previsti. Pur rinunciando a cercare di prendere il controllo delle forze armate, il governo Parcham annunciò l'esecuzione di 13 ufficiali che avevano lavorato per Amin. Queste esecuzioni portarono a tre falliti colpi di stato khalqisti nel giugno, luglio e ottobre 1980.[90] La stampa occidentale, durante l'epurazione anti-Parchamita del 1979, si riferiva alla fazione Parcham come a "intellettuali socialisti moderati".[91]

Bandiera del PDPA

Nel corso della storia del PDPA ci furono anche altre fazioni, come la fazione Kar guidata da Dastagir Panjsheri, che in seguito divenne un khalqista, e la Settam-e-Melli di Tahir Badakhshi. Il Settam-e-Melli faceva parte dell'insurrezione contro il regime del PDPA. Nel 1979 un gruppo di Settam-e-Melli uccise Adolph Dubs, ambasciatore degli Stati Uniti in Afghanistan. Dal punto di vista ideologico, la Settam-e-Melli era molto vicina alla fazione khalqista, ma si opponeva a quello che considerava lo "sciovinismo pashtun" della fazione khalqista. Seguiva inoltre l'ideologia del maoismo. Quando Karmal salì al potere, le relazioni dei Settamiti con il governo migliorarono, soprattutto grazie ai buoni rapporti che Karmal aveva in precedenza con Badakhshi, ucciso dalle forze governative nel 1979. Nel 1983 Bashir Baghlani, membro del Settam-e-Melli, fu nominato Ministro della Giustizia.
Il PDPA guidava l'Organizzazione della Gioventù Democratica dell'Afghanistan.

### Fronte nazionale
Karmal aveva menzionato per la prima volta la possibilità di istituire un "ampio fronte nazionale" nel marzo 1980, ma data la situazione in cui si trovava il Paese, la campagna per la creazione di tale organizzazione iniziò solo nel gennaio 1981. In quel mese si tenne una manifestazione a sostegno della creazione di tale organizzazione. La prima istituzione ad essere creata è stata una jirgah tribale nel maggio 1981 dal Ministero degli Affari Tribali, inclusa successivamente nel Fronte. Il Fronte Nazionale della Patria (FNP) ha tenuto il suo congresso di fondazione nel giugno 1981, dopo essere stato rinviato in diverse occasioni. Il congresso di fondazione, che doveva durare quattro giorni, ne durò solo uno. Entro un mese dalla sua fondazione, 27 membri anziani erano stati assassinati dai mujaheddin. Per questo motivo, l'organizzazione ebbe bisogno di tempo per affermarsi; il suo primo Comitato provinciale è stato istituito a novembre e la sua prima jirgah a dicembre. Solo nel 1983 il FNP divenne un'organizzazione attiva e importante con l'obiettivo di creare un'organizzazione pro-PDPA per coloro che non sostenevano ideologicamente il partito.
Il suo primo leader fu Salah Mohammad Zeary, un politico di spicco del PDPA. La scelta di Zeary ebbe implicazioni più ampie: il PDPA dominava tutte le attività del Fronte. Ufficialmente, dopo la sua fondazione, il FNP aveva 700 000 membri, che in seguito salirono a un milione. La maggior parte era già iscritta a organizzazioni affiliate, come il Consiglio delle donne, l'Organizzazione democratica della gioventù e i sindacati, tutti controllati dal PDPA. Nel 1985 Zeary si dimise da leader del Fronte e gli succedette Abdul Rahim Hatif, che non era membro del PDPA. Nel 1985-86 il FNP riuscì a reclutare diversi "buoni musulmani" e nel 1987 fu ribattezzato "Fronte Nazionale" nel 1987.

### Bandiere ed emblemi
Il 19 ottobre 1978 il governo del PDPA introdusse una nuova bandiera, rossa con uno stemma giallo, simile alle bandiere delle repubbliche sovietiche dell'Asia centrale. La nuova bandiera fu ritenuta da molti afghani come una prova della natura laica del nuovo governo. Fu mostrata al pubblico per la prima volta in una manifestazione ufficiale a Kabul. La bandiera rossa introdotta sotto Taraki fu sostituita nel 1980, poco dopo l'intervento sovietico, con i colori più tradizionali nero, rosso e verde. La bandiera del PDPA è stata mantenuta per sottolineare al popolo afghano la differenza tra il partito e lo Stato. La stella rossa, il libro e gli ingranaggi furono stati rimossi dalla bandiera nel 1987 sotto Najibullah.
L'emblema, che sostituì quello dell'aquila di Daoud, fu introdotto insieme alla bandiera nel 1978. Nel 1980 Karmal annunciò un nuovo emblema affermando che "proviene dal pulpito dal quale migliaia di fedeli vengono condotti sulla retta via". L'emblema raffigurava un libro (considerato Il capitale di Karl Marx e non il Corano), il minbar, il sole dell'avvenire, un ingranaggio, la stella rossa e i covoni di grano fasciati con i colori dell'Afghanistan. L'ultimo emblema fu introdotto nel 1987 dal governo di Najibullah: a differenza dei precedenti, era maggiormente influenzato dall'Islam. La stella rossa e il libro furono rimossi dall'emblema.

## Economia
Il 1º gennaio 1979 il governo di Taraki avviò una riforma agraria con lo scopo di limitare la quantità di terra che una famiglia poteva possedere. Coloro i cui possedimenti terrieri eccedevano il limite, vedevano le loro proprietà requisite dal governo senza alcun indennizzo. La leadership afghana riteneva che la riforma avrebbe incontrato il favore popolare della popolazione rurale, indebolendo al contempo il potere della borghesia. La riforma fu dichiarata completa a metà del 1979 e il governo annunciò che erano stati ridistribuiti 665 000 ettari. Il governo dichiarò inoltre che solo 40 000 famiglie, pari al 4% della popolazione, erano state colpite negativamente dalla riforma agraria.
Contrariamente alle aspettative del governo, la riforma non fu né popolare né produttiva. I raccolti agricoli crollarono e la riforma stessa portò a un crescente malcontento tra gli afghani. Quando Taraki si rese conto del grado di insoddisfazione popolare nei confronti della riforma, abbandonò rapidamente la politica. Tuttavia, la riforma agraria fu gradualmente attuata sotto la successiva amministrazione Karmal.
Durante la guerra civile e la successiva guerra sovietico-afghana, la maggior parte delle infrastrutture del Paese è stata distrutta e i normali modelli di attività economica sono stati interrotti. Il prodotto nazionale lordo (PNL) diminuì notevolmente durante il governo di Karmal a causa del conflitto; il commercio e i trasporti furono interrotti e vi fu una perdita di manodopera e capitale. Nel 1981 il prodotto interno lordo (PIL) afghano era di 154,3 miliardi di afghani, in calo rispetto ai 159,7 miliardi del 1978. Il PNL pro capite diminuì da 7 370 afghani nel 1978 a 6 852 nel 1981. La forma di attività economica più dominante era il settore agricolo. L'agricoltura rappresentava il 63% del PIL nel 1981 e nel 1982 il 56% della forza lavoro lavorava nell'agricoltura. L'industria rappresentava il 21% del PIL nel 1982 e impiegava il 10% della forza lavoro. Tutte le imprese industriali erano di proprietà dello Stato. Il settore dei servizi rappresentava il 10% del PIL nel 1981 e impiegava circa un terzo della forza lavoro. La bilancia dei pagamenti si trasformò in un deficit nel 1982, con -70,3 milioni $. L'unica attività economica che crebbe in modo sostanziale durante il governo di Karmal fu l'esportazione e l'importazione.
Najibullah proseguì le politiche economiche di Karmal e continuò ad aumentare i legami con il blocco orientale e l'Unione Sovietica, così come il commercio bilaterale. Incoraggiò inoltre lo sviluppo del settore privato nell'industria. Il piano quinquennale di sviluppo economico e sociale, introdotto nel gennaio 1986, proseguì fino al marzo 1991, un mese prima della caduta del governo. Secondo il piano, l'economia, che fino al 1985 era cresciuta meno del 2% all'anno, con il piano sarebbe cresciuta del 25%. L'industria sarebbe cresciuta del 28%, l'agricoltura del 14-16%, il commercio interno del 150% e quello estero del 15%. Nessuna di queste previsioni ebbe successo e la crescita economica continuò al 2%. La Costituzione del 1990 prestò attenzione al settore privato: l'articolo 20 riguardava la creazione di imprese private e l'articolo 25 incoraggiava gli investimenti stranieri nel settore privato.

## Apparato militare

Simbolo delle forze armate della RDA.

Al vertice della catena di comando delle forze armate vi era il Comandante Supremo, che ricopriva anche le cariche di Segretario generale del PDPA e di Capo di Stato. L'ordine di precedenza continuava con il Ministro della difesa nazionale, il Viceministro della difesa nazionale, il Capo di stato maggiore, il Capo delle operazioni dell'esercito, il Comandante dell'aviazione e della difesa aerea e infine il Capo dell'intelligence.
Degli 8.000 ufficiali in forza nel 1978, si stima che il 40-45% avesse studiato in Unione Sovietica e che il 5-10% fosse membro del PDPA o comunista. Al momento dell'intervento sovietico, il corpo degli ufficiali era sceso a 1100 membri a causa del numero di epurazioni che interessò le forze armate. L'epurazione dei militari iniziò subito dopo la presa di potere del PDPA. Secondo Mohammed Ayub Osmani, un ufficiale disertore, dei 282 ufficiali afghani che avevano frequentato l'Accademia militare Malinovskij a Mosca, circa 126 sono stati giustiziati dalle autorità. La maggior parte del corpo ufficiali, durante la guerra sovietica e la successiva guerra civile, era costituito da nuove reclute. La maggior parte degli ufficiali erano khalqisti, ma dopo l'ascesa al potere dei parchamiti, i khalqisti non occuparono più posizioni di rilievo. I parchamiti, che erano la minoranza, occupavano le posizioni di potere. Dei 1 100 grandi ufficiali, solo circa 200 erano membri del partito. Secondo Abdul Qadir, un quinto del personale militare era iscritto al partito.
| Esercito | Aeronautica | Paramilitari | Totale | Anno |
| --- | ----------- | ------------ | ------ | ---- |
| 80–90 000 | 10,000      |              |        | 1978 |
| 50–100 000 | 5 000       | 1979         |        |      |
| 20–25 000 |             | 1980         |        |      |
| 25–35 000 | 1981        |              |        |      |
| 25–40 000 | 1982        |              |        |      |
| 35–40 000 | 5–7 000     | 1983         |        |      |
| 35–40 000 |             | 1984         |        |      |
| 35–40 000 | 7 000       | 50 000       | 87 000 | 1985 |
| 40 000 |             |              |        | 1986 |
| 3–40 000 | 1987        |              |        |      |
| | 300 000     | 1988         |        |      |
| 150 000 | 100 000     | 400 000      | 1989   |      |
| | 100 000     |              | 1990   |      |
| | 160 000     | 1991         |        |      |
| Il numero totale varia e la fonte potrebbe includere le milizie che collaboravano ma non erano sotto il controllo diretto del governo centrale. Per esempio, nel 1991 vi erano 170 000 miliziani ma il numero delle forze sotto il controllo diretto del governo centrale era di 160 000 (Jefferson 2010). |             |              |        |      |

### Esercito

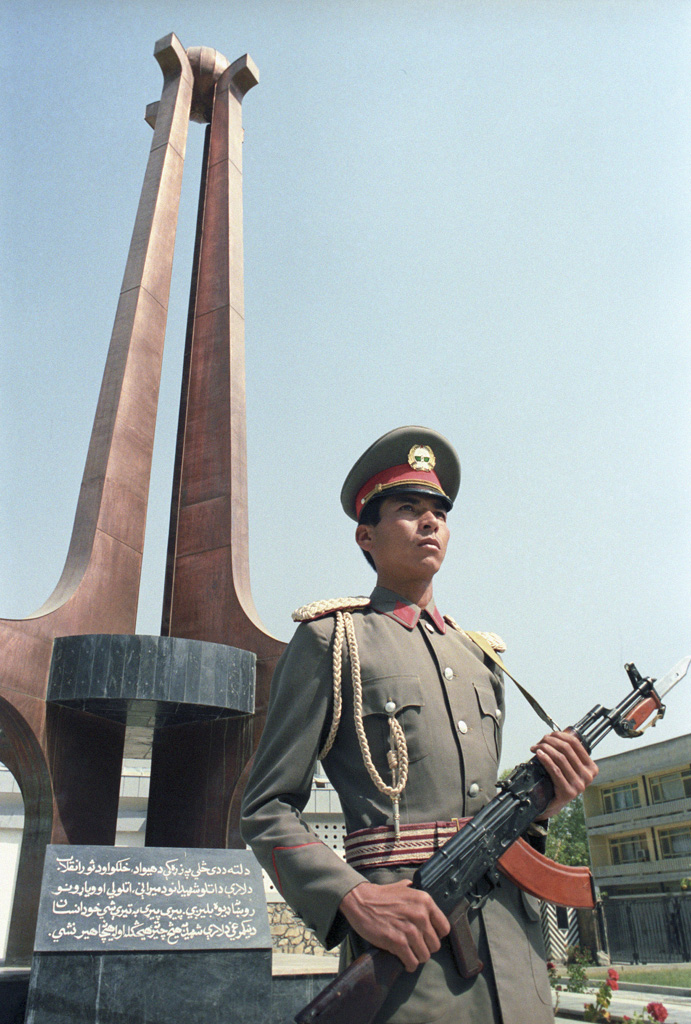
Guardia d'onore al monumento dei soldati sovietici internazionalisti, 1986.

La forza dell'esercito fu notevolmente indebolita durante le prime fasi del governo del PDPA. Una delle ragioni principali era che i militari sovietici temevano che l'esercito afghano avrebbe disertato in massa verso il nemico se il personale totale fosse stato aumentato. All'interno dell'esercito c'erano inoltre diversi simpatizzanti dei mujaheddin. Ciononostante, vi erano diverse unità d'élite sotto il comando dell'esercito afghano, ad esempio il 26º battaglione aviotrasportato, la 444ª, la 37ª e la 38ª brigata di commando. Il 26º Battaglione aviotrasportato si dimostrò politicamente inaffidabile e nel 1980 iniziò una ribellione contro il governo del PDPA. Le Brigate commando, al contrario, erano considerate affidabili e furono utilizzate come forze d'attacco mobili fino a quando non subirono perdite eccessive. Dopo aver subito queste perdite, le Brigate commando furono trasformate in battaglioni.
La maggior parte dei soldati veniva reclutata per tre anni, poi quattro nel 1984. Ogni anno, l'esercito afghano perdeva circa 15.000 soldati, 10.000 per diserzione e 5.000 per incidenti in battaglia. Potevano essere arruolati tutti coloro che avevano un'età compresa tra i 19 e i 39 anni; le uniche eccezioni erano rappresentate da alcuni membri del partito, o da membri del partito con determinate mansioni, da afghani che avevano studiato all'estero, soprattutto nel blocco orientale e nell'Unione Sovietica, e da famiglie con un solo figlio o con un basso reddito. La maggior parte delle persone cercò di eludere il servizio di leva e il governo fu costretto a inviare bande dell'esercito o della polizia per reclutare i civili per il servizio. Tuttavia, alcuni portavano con sé documenti falsi. Un effetto collaterale della mancanza di reclute fu che i veterani furono costretti a prestare un servizio più lungo o a essere riarruolati. Delle 60 persone che si sono laureate all'Università di Kabul nel 1982, 15 fuggirono in Pakistan o si unirono ai mujaheddin. Ogni anno il governo riuscì a far entrare nell'esercito da 10 000 a 18 000 persone. Nel 1980 fu annunciata un'amnistia generale per i disertori di leva delle precedenti amministrazioni. Nel 1982, gli studenti che avevano prestato servizio militare e si erano diplomati al decimo anno di scuola superiore, avrebbero superato l'undicesimo e il dodicesimo anno e avrebbero ottenuto una borsa di studio. Chi era stato arruolato dopo la dodicesima classe poteva, dopo il servizio militare, frequentare qualsiasi istituto di istruzione superiore desiderasse. Per fermare le diserzioni dell'esercito, i soldati venivano promossi rapidamente a gradi più alti.
L'esercito era composto da 14 divisioni, di cui 11 di fanteria e tre corazzate, che facevano parte di tre corpi militari. Mentre una divisione di fanteria doveva essere composta da 4.000-8.000 uomini, tra il 1980 e il 1983 una divisione contava normalmente tra i 2.000 e i 2.500 uomini. La forza delle divisioni corazzate, invece, fu mantenuta a 4.000 uomini. Durante l'intervento sovietico, l'esercito afghano utilizzava armi leggere e un equipaggiamento trascurato. Durante la contro-insurrezione, l'equipaggiamento pesante, i carri armati e l'artiglieria furono utilizzati per la maggior parte del tempo dai soldati sovietici. Il governo afghano e l'esercito sovietico dovettero tuttavia affrontare la degenerazione dell'addestramento delle nuove reclute militari, avviate al servizio in tutta fretta con il timore del crollo totale del governo.

### Aeronautica
Come per l'esercito, la maggior parte degli ufficiali dell'aeronautica erano khalqisti, ma i parchamiti occupavano tutte le posizioni ai vertici. Molti membri dell'aeronautica afghana furono addestrati in Unione Sovietica. Nel corso della sua storia, l'Aeronautica è sempre stata più piccola dell'Esercito. La maggior parte del personale non era considerata politicamente affidabile per volare in missioni d'attacco contro i mujaheddin. In seguito all'intervento sovietico, i sovietici misero a terra l'Aeronautica e non permisero agli Afghani di entrare nelle zone di sicurezza degli aeroporti. Gli Afghani non potevano generalmente pilotare gli aerei della forza aerea afghana, al contrario dei sovietici. Gli elicotteri afghani venivano assegnati a compiti considerati non sensibili dai sovietici e la maggior parte del personale dell'Aeronautica non veniva informata in anticipo delle missioni, perché i sovietici temevano che avrebbero contattato il nemico. Nei voli degli elicotteri afghani era sempre presente un consigliere sovietico che comandava il pilota afghano.
Sebbene l'Aeronautica militare potesse schierare 150 aerei e 30 elicotteri, la maggior parte dei velivoli rimasero a terra per problemi di manutenzione o per la limitata disponibilità di equipaggi. Tra gli aerei vi erano i caccia MiG-17 e MiG-21, i cacciabombardieri Su-7 e Su-17, i bombardieri Il-18 e Il-28 e gli aerei da trasporto An-2, An-24 e An-26. Gli elicotteri a disposizione erano i Mi-2, Mi-4, Mi-8 e Mi-24. Il governo utilizzava principalmente attrezzature e armi sovietiche, mentre gli addestratori a reazione cecoslovacchi L-39 erano gli unici a non essere di fabbricazione sovietica.

### Paramilitari
Il ministero degli interni, khalqista, controllava il Sarandoy: noto ufficialmente come il corpo dei difensori della rivoluzione", era una forza di gendarmeria militarizzata. Il ministero delle tribù e delle frontiere controllava le truppe di frontiera e le milizie tribali, fino al 1983 sotto la giurisdizione del ministero della difesa. Secondo il governo afghano, la milizia contava circa 20.000 uomini. Coloro che lavoravano nel Sarandoy erano pagati 162 dollari al mese, uno stipendio superiore a quello del viceministro della difesa nazionale prima della rivoluzione di Saur. Tuttavia, la milizia era ancora meno disciplinata ed efficace dell'esercito afghano. Secondo diversi giornalisti occidentali, la milizia governativa collaborava con i mujaheddin.

## Società
L'Afghanistan è tradizionalmente uno Stato multietnico. Secondo il censimento del 1979, aveva 15,5 milioni di abitanti, di cui:
1. Pashtun — 48 % (9 milioni)
2. Tagiki — 16 % (3 milioni)
3. Hazara — 11 % (2 milioni)
4. Uzbeki — 8 % (1,5 milioni)
5. Altre nazionalità (Turkmeni, Beluci, Nuristani, Aimak, Pashai ecc.) — 17 %[143]

Nel 1987 la popolazione della RDA era stimata in 17,5 milioni, di cui la metà di etnia pashtun.
La leadership del PDPA era prevalentemente pashtun, ma proveniva dalla tribù dei Ghilji. Anche Hekmatyar, uno dei leader dell'opposizione islamica, apparteneva alla tribù dei Ghilzai. Prima della Rivoluzione di aprile il potere apparteneva alla tribù pashtun dei Durrani.

### Istruzione e riforme sociali
Durante il regime comunista, il governo del PDPA riformò il sistema educativo: l'istruzione fu garantita per entrambi i sessi e furono istituiti programmi di alfabetizzazione su larga scala. Nel 1988, le donne rappresentavano il 40% dei medici e il 60% degli insegnanti dell'Università di Kabul; 440 000 studentesse erano iscritte a diverse istituzioni educative e altre 80 000 a programmi di alfabetizzazione.
Oltre a introdurre campagne di alfabetizzazione di massa per donne e uomini, il programma del PDPA comprendeva: una massiccia riforma agraria, l'abolizione del prezzo della sposa e l'innalzamento dell'età del matrimonio a 16 anni per le ragazze e a 18 per i ragazzi.
Nonostante i miglioramenti, una grande percentuale della popolazione è rimasta analfabeta. A partire dall'intervento sovietico del 1979, le guerre successive provocarono gravi danni al sistema educativo del Paese e la maggior parte degli insegnanti fuggì durante le guerre verso i Paesi vicini.
Tuttavia, i mullā e i capi tribali consideravano l'istruzione obbligatoria, soprattutto per le donne, come un'azione contraria alla tradizione, antireligiosa e come una sfida all'autorità maschile. Questo portò a un aumento delle sparatorie contro le donne vestite all'occidentale, all'uccisione dei riformatori del PDPA nelle aree rurali e alle molestie contro le donne che lavoravano nel sociale.

### Opposizione
Per tutta la sua esistenza la Repubblica Democratica dell'Afghanistan fu dilaniata da una forte opposizione interna sostenuta dalle potenze straniere: le riforme laiciste fatte dal PDPA portarono i fondamentalisti islamici largamente diffusi nel paese a definire il regime comunista "il regime degli atei senza Dio" e invitarono i fedeli a ribellarsi contro il regime socialista.
Gli insorti, che appartenevano alle fazioni politiche più disparate, si unirono in un unico fronte chiamandosi Mujaheddin ("guerrieri di Dio"). Sostenuti dagli Stati Uniti, i quali tramite paesi islamici come Iran, Pakistan e Arabia Saudita li rifornivano massicciamente di armi e materiale bellico, questi gruppi intrapresero una guerriglia antigovernativa su vasta scala nell'ambito della Guerra Civile Afghana, che perdura ancora oggi. Amin per rappresaglia fece uccidere l'ambasciatore statunitense a Kabul nel febbraio del 1979, e il governo di Washington annunciò che non avrebbe mandato nessun altro ambasciatore, rompendo ogni rapporto diplomatico con la Repubblica. Nei mesi successivi l'Unione Sovietica cominciò a prendere parte attivamente al conflitto.

## Cultura

### Scienza

#### Programma spaziale

Logo della missione Sojuz TM-6.

Il 29 agosto 1988 Abdul Ahad Momand, capitano dell'aeronautica afghana, partecipò alla missione Sojuz TM-6 nell'ambito del programma sovietico Intercosmos. Durante i sette giorni di navigazione, scattò decine di fotografie dell'Afghanistan, che permisero di creare il primo atlante cartografico dell'Afghanistan. Grazie a questo programma, l'Afghanistan ha avuto il suo primo e finora unico cosmonauta nazionale a ricevere il titolo di Eroe dell'Unione Sovietica.

### Media
Nella RDA, i principali media erano rappresentati da Kabul Television (لویزیون), Radio Panafgana (رادیو), Radio Kabul e dai giornali: Hakikate Inkilabe saur (حقيقت انقلاب ثور, lett. "Verità sulla Rivoluzione d'aprile", dal 1980), Hivad ("Patria"), Hakikate Sarbaz, Derafshi Javanen ("Bandiera della gioventù"). Il primo centro televisivo è stato aperto poco dopo la rivoluzione di aprile. Nel 1979 i principali giornali del Paese erano Anis, Hiwad, Inkilab-e Saur e Kabul Times.